# Bullockornis
 Bullockornis  ist eine im Miozän lebende Gattung der flugunfähigen Donnervögel (Dromornithidae), die in Australien vorkam und vor 11 Millionen Jahren ausstarb. Einzige Art ist Bullockornis planei.

## Merkmale
Nach dem Stirton-Donnervogel (Dromornis stirtoni) war Bullockornis die zweitgrößte Art der Gruppe, wurde zwei bis eventuell 2,8 Meter hoch und konnte ein Gewicht von wahrscheinlich 300 kg erreichen. Zeichnerische und durch reproduzierte Knochenteile anderer Donnervögel ergänzte Skelettrekonstruktionen in Museen erwecken einen Eindruck vom Aussehen der Vögel, sind aber aufgrund der unvollständigen Fossilfunde zum Teil spekulativ.
Im Unterschied zu den anderen Donnervögeln sind bei Bullockornis und Dromornis der erste (Atlas) und der zweite Halswirbel (Axis) zu einem einzigen Knochen zusammengewachsen.
Nach neueren, 1998 beschriebenen Fossilien besaß Bullockornis einen außergewöhnlich wuchtigen, mit einer ausgeprägten Muskulatur versehenen Kopf und einen Schnabel, groß genug, um einen Fußball zu verbergen. Der Schnabel war, wie bei dem paläogenen, in Europa und Nordamerika lebenden Gastornis, hochgewölbt und im Vergleich zum Rest des Schädels sehr groß. Die Augen waren klein. Kopf und Schnabel erreichten zusammen eine Länge von einem halben Meter. Der australische Paläontologe Stephen Wroe vermutet deshalb, dass Bullockornis, im Unterschied zu seinen pflanzenfressenden Verwandten, ein Fleisch- oder Aasfresser gewesen sein könnte.